# Kettlebell

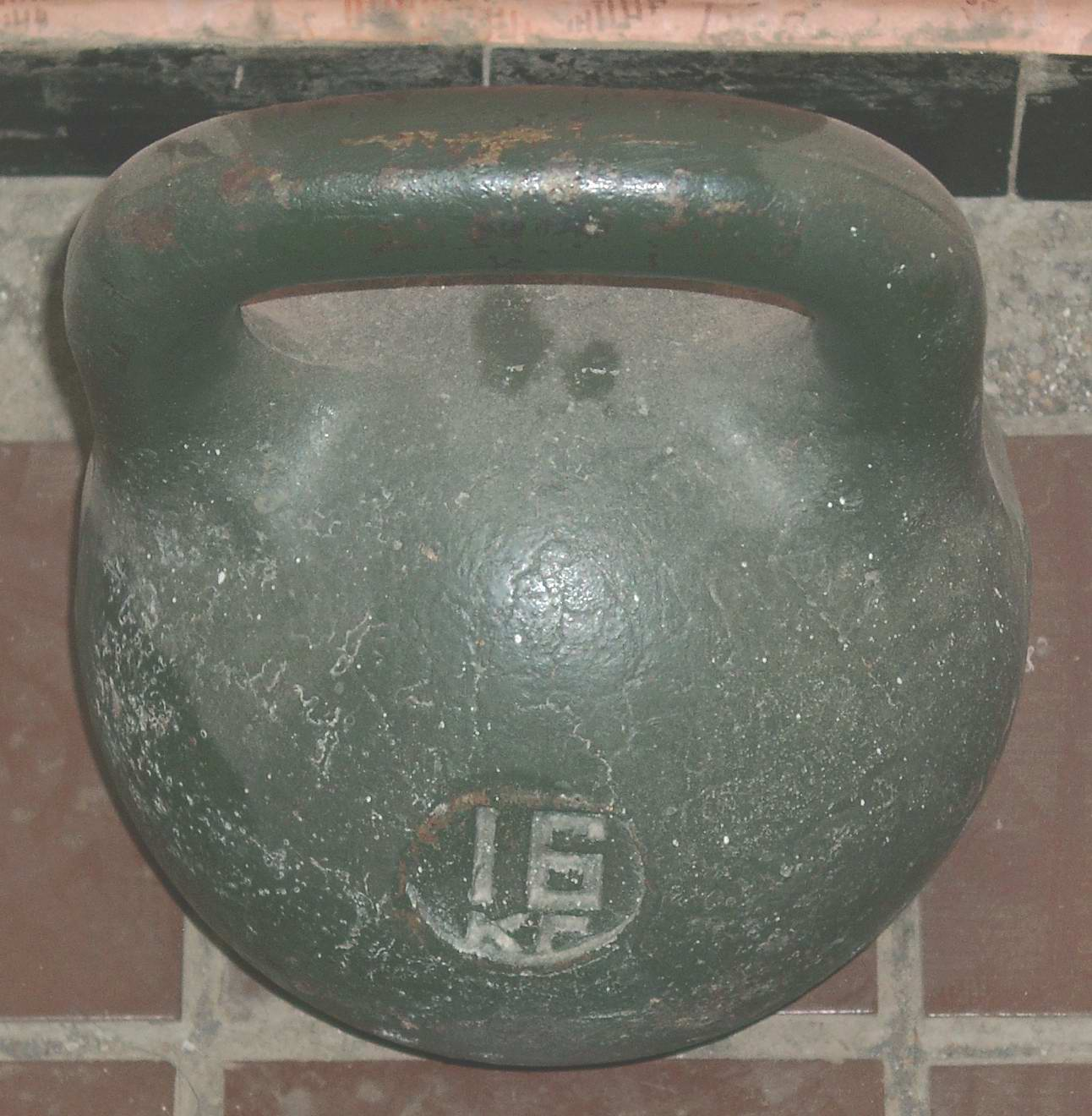
Una ghiria da 16 kg (1 pud)

La ghiria (dal russo: ги́ря, girja) o kettlebell è un attrezzo ginnico consistente in un peso di forma sferica con una maniglia. Tradizionalmente il peso delle ghirie è misurato in pud (circa 16 chili).

## Storia
Attrezzi simili alla kettlebell si usavano fin dall'antichità, ad esempio dagli atleti dell'antica Grecia per prepararsi alle olimpiadi; erano giare riempite di acqua o di terra.
Testimonianze più moderne si trovano, ad esempio, nel 1704, data del primo dizionario russo che riporta questa parola che sembra derivare dal persiano girān - pesante. La forma non era a palla di cannone, lo divenne nel 1797 per ordine dello zar. La ghiria era utilizzata come contrappeso per le bilance dell'epoca e pesava un pud. I mercanti erano soliti fare gare di resistenza fisica per verificare chi sollevava più volte sopra la testa la ghiria; lo strumento entrò a far parte della cultura di quel popolo.
Allo zar Alessandro III piaceva allenarsi con le ghirie. Un giorno del 1888, mentre era in viaggio con la famiglia, il treno deragliò. La carrozza dei sovrani precipitò e il tetto cadde addosso alla famiglia. Alessandro III riuscì a reggerne il peso fino all'arrivo i soccorsi. Incredulo di questa strepitosa forza, lo zar vide nelle ghirie lo strumento che l'aveva salvato. La storia si sparse per tutto il paese ed iniziarono le prime gare sotto il patrocinio del sovrano.
Anche dopo la rivoluzione d'ottobre la fama delle ghirie non calò, anzi. L'URSS era un paese gigantesco che si apprestava a trasformarsi da uno stato ancora medievale in una delle potenze mondiali. Il fisico dei soldati era fondamentale: spesso prestavano servizio in villaggi sperduti o nella marina, e la preparazione fisica sulle navi era un problema. Dagli incontri degli scienziati e allenatori nacque la ghiria odierna.
Nel 1960 in URSS fu introdotto il titolo "Master dello sport di ghiria". Dopo la caduta dell'Unione Sovietica, nel 1992 fu fondata la Federazione Internazionale dello sport di ghiria (IGSF). 
Le competizioni si articolano su 10 minuti con 4 pud (64 kg) per gli uomini nello slancio completo (long cycle) e slancio (jerk), 2 pud (32 kg) per lo strappo (snatch). Le donne usano 1 pud (16 kg) nello strappo.
Oggi la IGSF comprende Ucraina, Russia, Kazakistan, Uzbekistan, Canada, USA, Finlandia, Italia, Germania, Ungheria, Estonia, Lettonia, Lituania, Moldavia, Grecia, Polonia, Australia, Iran.

## Pezzature
In commercio si possono trovare diverse pezzature, da 4 kg fino a 54 kg e oltre. Le pezzature da competizione sono:
- 8 kg
- 12 kg
- 16 kg
- 18 kg
- 20 kg
- 24 kg
- 28 kg
- 32 kg
- 36 kg
- 44 kg
- 54 kg
- >54 kg

Le dimensioni della ghiria da competizione sono tutte uguali, cambia solo il peso.

## Esercizi eseguibili con lakettlebell
Gli esercizi con le kettlebell si dividono in esercizi balistici o di oscillamento ed esercizi di griglia.
L'allenamento con le kettlebell contribuisce al miglioramento della capacità cardiovascolare, forza resistente, flessibilità, elasticità, reattività neuromuscolare, potenza esplosiva e generale. Ormai fa parte degli allenamenti in molti ambiti e discipline sportive, specialmente laddove è richiesta grande resistenza e potenza; è adoperato da forze speciali militari, piloti di caccia, combattenti di MMA, atleti di pugilato, rugby, wrestling.
Nel Secret Service Snatch Test dei servizi segreti americani bisogna eseguire in 10 minuti il maggior numero di snatch. Lo standard per i SEAL è di 150 snatch ed il peso della kettlebell varia in base al peso corporeo della persona. L'uso della kettlebell in luogo degli attrezzi da palestra negli sport di combattimento e nei corpi militari potrebbe significare che la kettlebell è più efficace per lo sviluppo di forza generica, reattività neuromuscolare, funzionalità motoria. Se gli esercizi con le kettlebell vengono eseguiti durante un circuito, si guadagna anche in termini di resistenza muscolare e si svolge un grande lavoro a livello cardiovascolare.

## Ghiri sport
Esiste uno sport di sollevamento delle ghierie chiamato "Ghiri sport", cioè sport di ghiria (in russo girevoj sport, in inglese kettlebell lifting). Consiste nel sollevare più volte possibile le ghierie sopra la testa in due movimenti chiamati slancio e strappo, generalmente in 10 minuti..